# سميث كورتيس
سميث كورتيس هو سياسي كندي، ولد في 16 نوفمبر 1855، وتوفي في 28 أغسطس 1949.